# Amerotyphlops martis
Amerotyphlops martis — вид змій родини сліпунів (Typhlopidae). Ендемік Бразилії. Описаний у 2022 році.

## Поширення і екологія
Amerotyphlops martis відомі з типової місцевості, розташованої в муніціпалітеті Презіденте-Кеннеді в штаті Еспіриту-Санту.